# NGC 2697
NGC 2697 est une galaxie lenticulaire située dans la constellation de l'Hydre. NGC 2697 a été découverte par l'ingénieur irlandais Bindon Stoney en 1851.

## Caractéristiques
Sa vitesse par rapport au fond diffus cosmologique est de 2 130 ± 22 km/s, ce qui correspond à une distance de Hubble de 31,4 ± 2,2 Mpc (∼102 millions d'al).
La galaxie NGC 2697 présente une large raie HI.